# 十六国春秋
《十六國春秋》是記載五胡十六國歷史的紀傳體史書，由北魏官员崔鴻撰寫。“五胡十六國”因此书得名。

## 創作
北魏末年的史官崔鴻私下撰寫《十六國春秋》，当时北魏迁都洛阳，书籍“率多分散”，他只好“求之公私，驱驰数岁”，又“约损烦文，补其不足”。正始三年（506年），《十六国春秋》初稿完成，但仍缺“蜀录”。崔鴻又訪求常璩所撰《蜀书》十餘年，终在正光三年（522年）得之。
魏宣武帝元恪曾詔其送呈，崔鴻以书未修迄而推辞。《魏书》说崔鴻不上书的原因是“其書有與國初相涉，言多失體”。王朝海认为书中记载了拓跋家早期的丑事与残暴，再加上北魏崔浩国史案的影响，导致崔鴻不敢将书公开。直到孝庄帝永安元年（528年），其子崔子元將《十六国春秋》一百二卷缮写一本，奏献朝廷，藏于史馆。

## 特點
崔鸿将各国国书改名为“录”，各国帝纪改名曰“传”，记錄各国史事时，係以各自之年号。各国国主之事迹，則按正史本纪之体例。
陈长琦等认为崔鸿全力搜集史料，记载如实，又有序例、表、赞，体例完备，而且突破传统，摆脱了“贵中华而贱夷狄”的觀念。王朝海则认为崔鸿以东晋年号为本，还是以传统夷夏观视晋为正统。
清赵翼称唐修《晋书·载记》“尤简而不陋，详而不芜，视《十六国春秋》不可同日语也”。赵俪生、陈长琦皆认为《晋书》本抄自《十六国春秋》，并不认可赵翼之言。

## 缺點
《十六國春秋》最大缺點是記時有誤、人物混淆，“多有違謬”，如“天興二年，姚興改號鴻始，而鴻以為改在元年；明元永興二年，慕容超禽于廣固，鴻又以為在元年；太常二年，姚泓敗于長安，而鴻亦以為滅在元年。如此之失，多不考正。”

## 刻本流傳
《十六国春秋》今有四种版本。

### 屠氏兰晖堂本《十六國春秋》，100卷
刊于万历三十七年（公元1610年），題“北魏崔鴻撰”，並署“就李屠喬孫、項琳之同訂”，“陳繼儒、姚士粦、趙昌期、沈士龙、屠中孚、卜万祺、曹仲麟、项鼎铉、沈汝霖、屠懋和同校。”卷末皆有校订卷者的姓氏，除以上人员之外，还有趙琦美、项奕显、包鹤龄、陈泰交、李贞开、项德弘、沈德先、沈士皋、郁之骥、崔逢泰、蒋时夔、高松声、郁嘉庆、殷仲春、项德明、李衷纯、项德棻、崔吉胤等人校书。朱國祚、賀燦然、甘士价、史樹德、项琳之、屠中孚、屠乔孙分别作序。清《四库全书》安徽巡抚采进本、汪日桂校本皆无兰晖堂本序目，王薇猜测是因序中有议论异族入中原之言，为不触文字狱而删。
屠喬孫序中言：“至于今残缺沦亡，学士罕得睹其全，余窃痛之。顷以读礼余间，共中表项军博采赜探，诠次补葺，爰径日月，渐克成编。虽当年载笔之旧不无阙遗乎，而差不沫古人用心之勒已。”又言：“崔氏百卷外，又别作序例一卷、年志一卷。卷已无可得而观。”
清姚際恆、全祖望、钱大昕、
王鳴盛、
湯球、紀昀等皆认为《十六国春秋》亡于北宋或之前。
姚际恒、全祖望、钱大昕、王鸣盛、袁枚、周中孚等从而判断明代屠本是完全伪造的。黃本驥、杨复吉、黄云眉、浦起龙、紀昀等虽认为其是伪书，但也认可屠氏等搜集之功。
清吴骞、莫友芝、王昶 皆认为其非伪书。
现代学者考证《十六国春秋》实流传至明清。
北宋《太平御覽》、《册府元龟》、《資治通鑑》、王羲仲《通鉴问疑》皆用《十六国春秋》文，是其尚存于北宋。南宋尤袤《遂初堂書目》载有《十六国春秋》一百二十卷。南宋孔传、明杨升庵似皆言读过《十六国春秋》。
明焦竑《国史经籍志》、沈士龙藏书、祁承㸁《澹生堂藏书目》皆载有《十六国春秋》一百二十卷。徐𤊹《红雨楼书目》有《十六国春秋》43卷，书目且刊在屠本之前。赵琦美《脉望馆书目》有《十六国春秋》一册。
清毛晋有《十六国春秋》二十本，二套。孙庆增有《十六国春秋》一百二十卷，缺四十六卷。康熙时宋荦曾在京西慈仁寺购得《十六国春秋》残本，并作诗以为紀念。
王薇、汤勤福从而认为兰晖堂本是屠氏等人据明代残本汇订而成，非伪造。但其缺点是强为百卷，不区分旧文与补文，也不标明出处，导致真假难辨。
夏定域、赵俪生也认为屠本非伪书。梶山智史认为产生伪书说的原因之一，是论者未看过完整的屠本序。如有代表性的钱大昕所言“无序例、年表”，其实在序中已明言之。
陈长群、邱久荣等认为屠本是伪书，也是不理想的辑本。其以《晋书》作为蓝本，然后添入了群书中的佚文。邱久荣更是认为《晋书》本非崔鸿旧文，屠氏等取材有误。

### 明抄本《十六國春秋略》，不分卷
馮舒所校。魏俊杰认为该本抄自《太平御览偏霸部》，二书中有相同的错误，且多有误抄。

### 《十六國春秋》，16卷
明何镗《漢魏叢書》中所存。十六國各為一錄，記各國主五十八人，與《晉書》大同小異。
全祖望、钱大昕、王鸣盛皆认为其是伪书。紀昀等存疑。
湯球认为何本是隋时《十六國春秋》百卷的约本，即《隋书经籍志》中的《十六國春秋纂录》11卷，也就是《崇文总目》中的《十六國春秋略》、通鉴考异中的《十六國春秋钞》。
邱久荣猜测北齐阳休之抄写了两份《十六國春秋》帝王传，一份收入《文殿御览偏霸部》，一份单行成为《十六國春秋纂录》11卷。何本16卷，与《纂录》卷数不符，却与《太平御览偏霸部》中十六国帝王被分为16部分所合，因而怀疑何本抄自《太平御览》。

### 《十六國春秋輯補》，101卷
清湯球以何本、《晋书》载记、张轨传、李玄盛传为基础，加入《北堂书钞》、《艺文类聚》、《初学记》、《太平御览》、《资治通鉴考异》、《开元占经》、《广韵》等书所引的《十六國春秋》文，又加入《魏书》、《宋书》、《通典》、《资治通鉴》相关段落，并补《年表》一卷。
陈长琦等认为其所輯信而有徵，考證细密，只是小有错误。
邱久荣则对《輯補》评价不高，认为一是《晋书》、《通典》、《资治通鉴》等虽曾取于《十六国春秋》，但非崔鸿旧文。《宋书》更是在《十六国春秋》之前。湯球不应用这些书补文。二是湯球将不同材料中字句相异的记载糅合成一条，让后人无法使用。总之，湯球批评屠本“第务为夸多，凡关十六国者，一概收入，岂惟无徵不信，亦似太乏翦裁”，自己却有同样的问题。

## 內容
| 國名   | 卷數 | 人物                                                                |
| 前趙錄 | 10   | 劉淵（1卷），劉和（1卷），劉聰上、中、下（3卷）                     |
| 後趙錄 | 12   | 石勒上、中、下（3卷），石弘（1卷）                                  |
| 前燕錄 | 10   | 慕容廆，慕容皝上、下（2卷）                                         |
| 前秦錄 | 10   | 苻洪，苻健，苻生，苻堅上、中、下（3卷），苻丕                       |
| 後燕錄 | 10   | 慕容垂上、中、下（3卷）、慕容寶（1卷），慕容盛（1卷）               |
| 後秦錄 | 10   | 姚弋仲（1卷）、姚襄（1卷）、姚萇（1卷），姚興上、中、下（3卷）      |
| 南燕錄 | 3    | 慕容德（1卷），慕容超（1卷），慕容鍾等20人（1卷）                   |
| 夏錄   | 4    | 赫連勃勃（1卷），赫連昌（1卷），赫連定（1卷），胡義周等8人（1卷）   |
| 前涼錄 | 6    | 張軌（1卷），張寔、張茂（1卷），張駿（1卷）                         |
| 蜀錄   | 5    | 李特（1卷），李流、李雄（1卷），李班、李期、李壽、李勢（1卷）       |
| 後涼錄 | 4    | 呂光（1卷），呂紹（1卷），呂纂（1卷）                               |
| 西秦錄 | 6    | 乞伏國仁、乞伏歸（1卷）                                             |
| 南涼錄 | 3    | 禿髮烏孤、禿髮利鹿孤（1卷），禿髮傉檀（1卷），禿髮文支等11人（1卷） |
| 西涼錄 | 3    | 李暠（1卷），李歆（1卷），李恂等8人（1卷）                          |
| 北涼錄 | 4    | 沮渠蒙遜（1卷），沮渠茂虔、沮渠牧犍（1卷）                          |
| 北燕錄 | 3    | 馮跋（1卷），馮弘（1卷），馮素弗等14人（1卷）                       |

註：據明輯本
| 國名           | 卷數  | 人物                                                                           |
| 前趙錄（10卷） | 卷001 | 劉淵                                                                           |
| 前趙錄（10卷） | 卷002 | 劉淵（江都王延年、長樂王洋、上郡王儁、李景年），子和，宣                       |
| 前趙錄（10卷） | 卷003 | 劉聰（聰后呼延氏、卜珝、郭默、劉聰小劉后、劉殷、劉翌、張寔、劉聰大劉后）       |
| 前趙錄（10卷） | 卷004 | 劉聰（段凱）                                                                   |
| 前趙錄（10卷） | 卷005 | 劉聰，子粲，王延，陳元達                                                       |
| 前趙錄（10卷） | 卷006 | 劉曜（郭汜、游子遠）                                                           |
| 前趙錄（10卷） | 卷007 | 劉曜（曜后羊氏）                                                               |
| 前趙錄（10卷） | 卷008 | 劉曜（陳安、劉胤、臺產、獻烈皇后劉氏）                                         |
| 前趙錄（10卷） | 卷009 | 王彌（張嵩），王廣，崔遊，范隆，董景道                                         |
| 前趙錄（10卷） | 卷010 | 王育，韋忠，劉敏元，杜育，喬智明，梁緯妻辛氏，陝婦人、冷道，相里覽             |
| 後趙錄（12卷） | 卷011 | 石勒（張彌）                                                                   |
| 後趙錄（12卷） | 卷012 | 石勒                                                                           |
| 後趙錄（12卷） | 卷013 | 石勒（邴輔、孟卓）                                                             |
| 後趙錄（12卷） | 卷014 | 石勒（張躍、張進）                                                             |
| 後趙錄（12卷） | 卷015 | 石勒（徐光），石弘（石勒劉皇后、趙明），張賓                                   |
| 後趙錄（12卷） | 卷016 | 石虎（張季、解飛、石虎鄭皇后、石虎杜皇后、桃豹）                               |
| 後趙錄（12卷） | 卷017 | 石虎                                                                           |
| 後趙錄（12卷） | 卷018 | 石虎                                                                           |
| 後趙錄（12卷） | 卷019 | 石虎，子世、尊、鑒（張才）                                                     |
| 後趙錄（12卷） | 卷020 | 石閔（王謨）                                                                   |
| 後趙錄（12卷） | 卷021 | 支雄，張謐，張樓，魏豹，申錄，續咸，韋謏，裴憲，傅暢，石樸，盧諶（崔悅），劉群 |
| 後趙錄（12卷） | 卷022 | 楊軻，辛謐，佛圖澄，麻襦，單道開、素和明                                       |
| 前燕錄（8卷）  | 卷023 | 慕容廆（劉讚），裴嶷，高瞻                                                     |
| 前燕錄（8卷）  | 卷024 | 慕容皝                                                                         |
| 前燕錄（8卷）  | 卷025 | 慕容皝，慕容翰，陽裕                                                           |
| 前燕錄（8卷）  | 卷026 | 慕容儁（高商、張悕）                                                           |
| 前燕錄（8卷）  | 卷027 | 慕容儁，韓恆，李產（子績），侯青，庫傉官泥                                     |
| 前燕錄（8卷）  | 卷028 | 慕容暐（慕容恪，陽騖）                                                         |
| 前燕錄（8卷）  | 卷029 | 慕容暐，皇甫真                                                                 |
| 前燕錄（8卷）  | 卷030 | 吐谷渾（吐延、葉延、辟奚），成公都，王歡，公孫鳳，公孫永，黃泓，氾昭           |
| 前秦錄（11卷） | 卷031 | 苻洪，苻健（苻雄）                                                             |
| 前秦錄（11卷） | 卷032 | 苻生（王堕）                                                                   |
| 前秦錄（11卷） | 卷033 | 苻堅                                                                           |
| 前秦錄（11卷） | 卷034 | 苻堅                                                                           |
| 前秦錄（11卷） | 卷035 | 苻堅                                                                           |
| 前秦錄（11卷） | 卷036 | 苻堅                                                                           |
| 前秦錄（11卷） | 卷037 | 苻堅                                                                           |
| 前秦錄（11卷） | 卷038 | 苻堅（王堕、苻融、苻朗）                                                       |
| 前秦錄（11卷） | 卷039 | 苻丕（索泮）                                                                   |
| 前秦錄（11卷） | 卷040 | 苻登（徐嵩）                                                                   |
| 前秦錄（11卷） | 卷041 | 堅夫人张氏、张忠、石垣、孟钦、僧涉、赵整、王嘉、韦逞母宋氏、窦滔妻苏氏         |
| 後燕錄（7卷）  | 卷042 | 慕容垂                                                                         |
| 後燕錄（7卷）  | 卷043 | 慕容垂                                                                         |
| 後燕錄（7卷）  | 卷044 | 慕容垂                                                                         |
| 後燕錄（7卷）  | 卷045 | 慕容寶                                                                         |
| 後燕錄（7卷）  | 卷046 | 慕容盛                                                                         |
| 後燕錄（7卷）  | 卷047 | 慕容熙，慕容云                                                                 |
| 後燕錄（7卷）  | 卷048 | 慕容凤，垂段后，赵秋，封衡，王高（末那楼雷、慕容白曜）                         |
| 後秦錄（9卷）  | 卷049 | 姚弋仲，姚襄                                                                   |
| 後秦錄（9卷）  | 卷050 | 姚萇                                                                           |
| 後秦錄（9卷）  | 卷051 | 姚興                                                                           |
| 後秦錄（9卷）  | 卷052 | 姚興                                                                           |
| 後秦錄（9卷）  | 卷053 | 姚興                                                                           |
| 後秦錄（9卷）  | 卷054 | 姚興（尹纬）                                                                   |
| 後秦錄（9卷）  | 卷055 | 姚泓                                                                           |
| 後秦錄（9卷）  | 卷056 | 姚泓                                                                           |
| 後秦錄（9卷）  | 卷057 | 敛宪，鸠摩罗什                                                                 |
| 南燕錄（6卷）  | 卷058 | 慕容德                                                                         |
| 南燕錄（6卷）  | 卷059 | 慕容德                                                                         |
| 南燕錄（6卷）  | 卷060 | 慕容德                                                                         |
| 南燕錄（6卷）  | 卷061 | 慕容超                                                                         |
| 南燕錄（6卷）  | 卷062 | 慕容超                                                                         |
| 南燕錄（6卷）  | 卷063 | 慕容鍾，封孚，王鸾，泠平，段丰妻慕容氏                                         |
| 夏錄（3卷）    | 卷064 | 赫連勃勃                                                                       |
| 夏錄（3卷）    | 卷065 | 赫連勃勃                                                                       |
| 夏錄（3卷）    | 卷066 | 赫連昌，赫連定                                                                 |
| 前涼錄（9卷）  | 卷067 | 張軌                                                                           |
| 前涼錄（9卷）  | 卷068 | 張寔，張茂                                                                     |
| 前涼錄（9卷）  | 卷069 | 張駿                                                                           |
| 前涼錄（9卷）  | 卷070 | 张骏                                                                           |
| 前涼錄（9卷）  | 卷071 | 张重华（子灵曜）                                                               |
| 前涼錄（9卷）  | 卷072 | 張祚，張玄靖                                                                   |
| 前涼錄（9卷）  | 卷073 | 张天锡                                                                         |
| 前涼錄（9卷）  | 卷074 | 郭荷，宋纤，氾腾，辛綝（弟理），張世度，索袭，索紞                             |
| 前涼錄（9卷）  | 卷075 | 張斌，李弇，祈嘉                                                               |
| 蜀錄（5卷）    | 卷076 | 李特                                                                           |
| 蜀錄（5卷）    | 卷077 | 李流，李雄                                                                     |
| 蜀錄（5卷）    | 卷078 | 李班，李期                                                                     |
| 蜀錄（5卷）    | 卷079 | 李壽，李勢                                                                     |
| 蜀錄（5卷）    | 卷080 | 李庠，龚壮，谯秀，许延妻杜氏                                                   |
| 後涼錄（4卷）  | 卷081 | 呂光                                                                           |
| 後涼錄（4卷）  | 卷082 | 呂光                                                                           |
| 後涼錄（4卷）  | 卷083 | 呂纂，呂隆                                                                     |
| 後涼錄（4卷）  | 卷084 | 吕宪妻苻氏，郭黁                                                               |
| 西秦錄（4卷）  | 卷085 | 乞伏國仁                                                                       |
| 西秦錄（4卷）  | 卷086 | 乞伏歸                                                                         |
| 西秦錄（4卷）  | 卷087 | 乞伏炽磐，乞伏暮末                                                             |
| 西秦錄（4卷）  | 卷088 | 辛进（丑门于弟、武都氐），吐谷浑（视连、视罴、乌纥堤、树洛干）                 |
| 南涼錄（3卷）  | 卷089 | 禿髮烏孤，禿髮利鹿孤                                                           |
| 南涼錄（3卷）  | 卷090 | 禿髮傉檀                                                                       |
| 南涼錄（3卷）  | 卷091 | 禿髮傉檀，昙霍                                                                 |
| 西涼錄（3卷）  | 卷092 | 李暠                                                                           |
| 西涼錄（3卷）  | 卷093 | 李暠（劉昞）                                                                   |
| 西涼錄（3卷）  | 卷094 | 李歆（弟恂，子重耳，弟翻，翻子寶），暠后尹氏                                   |
| 北涼錄（3卷）  | 卷095 | 沮渠蒙遜                                                                       |
| 北涼錄（3卷）  | 卷096 | 沮渠蒙遜                                                                       |
| 北涼錄（3卷）  | 卷097 | 沮渠茂虔（弟無諱、安周，從弟唐兒、天周，兄子萬年祖），張譚                     |
| 北燕錄（3卷）  | 卷098 | 馮跋                                                                           |
| 北燕錄（3卷）  | 卷099 | 馮跋                                                                           |
| 北燕錄（3卷）  | 卷100 | 馮弘，馮素弗                                                                   |

註：據清輯本

## 備註
1. ↑  “就李”，即嘉兴县，春秋时名。明分嘉兴县西北置秀水县，就李则又可指秀水县。见[11]